# Speedy Long
Speedy Oteria Long, född 16 juni 1928 i La Salle Parish i Louisiana, död 5 oktober 2006 i La Salle Parish i Louisiana, var en amerikansk demokratisk politiker. Han var ledamot av USA:s representanthus 1965–1973. Han var släkt med Huey och Earl Long.
Long utexaminerades 1951 från Northwestern State College i Natchitoches. Han tjänstgjorde i USA:s flotta 1946–1948 och 1951–1952. År 1959 avlade han juristexamen vid Louisiana State University och inledde därefter sin karriär som advokat i Jena i Louisiana. Han efterträdde 1965 Gillis William Long som kongressledamot och efterträddes 1973 av företrädaren Gillis William Long.